# L'Italia che funziona
L'Italia che funziona è stato un programma televisivo italiano, trasmesso nel 2012 in prima visione su Rete 4, che analizzava, tramite brevi documentari di 15 minuti a puntata, le imprese di successo che rappresentano le eccellenze dell'imprenditoria italiana: in un certo senso, il format di questa trasmissione ricorda, come tipologia, quello dello storico rotocalco televisivo Nonsolomoda. La conduzione è stata affidata alla conduttrice elvetica Xenia Tchoumitcheva.